# Passo di Valtendra
Il Passo di Valtendra (2.431 m s.l.m.) è un valico alpino delle Alpi Lepontine. Collega l'Alpe Veglia con Goglio, l'Alpe Ciamporino e l'Alpe Devero.

## Descrizione

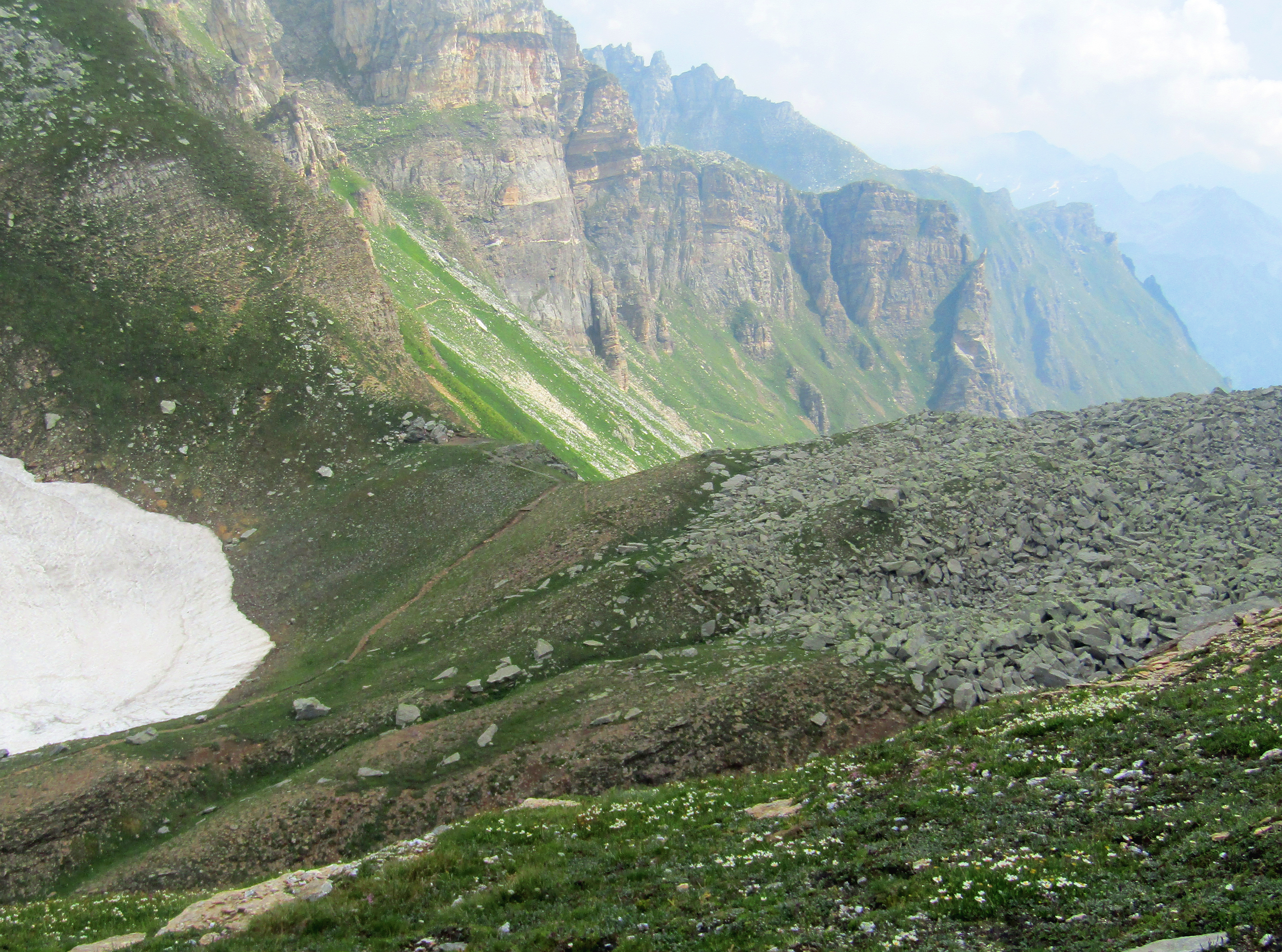
Vista da sud-ovest

Il valico si apre tra la CIma di Valtendra (a sud) e il Pizzo Moro (2.717 m), sul crinale che divide l'Alpe Veglia dalla valle del torrente Bondolero, che fa parte del bacino del torrente Devero e vi confluisce nei pressi della frazione Goglio di Baceno.

## Escursionismo
Per il Passo di Valtendra transita la GTA nella tappa di collegamento tra l'Alpe Veglia e l'Alpe Devero, che comprende anche l'attraversamento della Scatta d'Orogna (. Anche per raggiungere l'Alpe Ciamporino occorre attraversare un secondo colle, in questo caso il Colle di Ciamporino.